# El Rodeo de Soledad Grande
El Rodeo de Soledad Grande är en ort i Mexiko.   Den ligger i kommunen Tuzantla och delstaten Michoacán de Ocampo, i den södra delen av landet, 170 km väster om huvudstaden Mexico City. El Rodeo de Soledad Grande ligger 1 152 meter över havet och antalet invånare är 134.
Terrängen runt El Rodeo de Soledad Grande är kuperad norrut, men söderut är den bergig. Terrängen runt El Rodeo de Soledad Grande sluttar söderut. Runt El Rodeo de Soledad Grande är det glesbefolkat, med 20 invånare per kvadratkilometer. Närmaste större samhälle är Las Juntas del Tanque, 19,3 km sydost om El Rodeo de Soledad Grande. I omgivningarna runt El Rodeo de Soledad Grande växer huvudsakligen savannskog.